# Quoya oldfieldii
Quoya oldfieldii là tên của một loài thực vật có hoa thuộc ho hoa môi và là loài đặc hữu của phía tây nam nước Úc. Nó là loài cây bụi mọc thẳng với cành và lá đều có lông tơ màu nâu sẫm. Lá có hình quả trứng, dài 2–4,5 cm (0,8–2 in), rộng 1,5–2,5 cm (0,6–1 in). Đỉnh lá có màu xanh xám còn chân là có màu vàng hơi xanh. Hoa của loài cây này có hình ống, màu hồng với những đốm màu tím bên trong.
Quoya oldfieldii là một loài cây bụi mọc thẳng, mọc đến độ cao 0,5–1,5 m (2–5 ft).
Hoa nở vào khoảng thời gian từ tháng 6 đến tháng 11 hay tháng 12 và cho ra quả có hình cầu hay hình oval đầy lông, còn dính lá đài dài khoảng 3 đến 4mm

## Phân loại và đặt tên
Loài này lần đầu tiên được mô tả chính thức vào năm 1859 bởi Ferdinand von Mueller, người đã đặt tên nó là Chloanthes oldfieldii. Mô tả đã được xuất bản trong Fragmenta phytographiae Australiae từ việc quan sát một mẫu vật được Augustus Oldfield thu thập gần sông Murchison. Năm 2011, Barry Conn và Murray Henwood đổi tên thành Quoya oldfieldii và công bố sự thay đổi trong Australian Systematic Botany. Tên loài oldfieldii được đặt cho loài này nhằm với mục đích tôn vinh người đã thu thập mẫu vật.

## Phân phối và môi trường sống
Oldfield's foxglove chủ yếu thường mọc trên bãi cát sỏi giữa thành phố ven biển Geraldton, vịnh Shark và vùng sinh học Yalgoo.

## Bảo tồn
Quoya oldfieldii được phân loại là "không bị đe dọa" bởi Department of Parks and Wildlife của chính phủ Tây Úc.